# Urocissa ornata
Urocissa ornata là một loài chim trong họ Corvidae.
Loài chim này sinh sống trong các khu rừng đồi của Sri Lanka, nơi mà nó là loài đặc hữu.
Đây là một loài của một khu rừng mưa rậm thường xanh mưa ôn đới. Số lượng đang giảm do mất môi trường sống này. Loài chim này thường được tìm thấy trong các nhóm nhỏ lên đến sáu hoặc bảy cá thể. Chúng chủ yếu ăn thịt, ăn ếch nhỏ, thằn lằn, côn trùng và động vật không xương khác, nhưng cũng ăn trái cây.
Tổ có hình chiếc bát xây trên cây bụi hoặc cây cao và mỗi tổ có từ 3-5 trứng. Những quả trứng có bề ngoài rất nhiều màu trắng với màu nâu. Cả chim bố và chim mẹ cùng xây tổ và nuôi chim con nhưng chỉ chim mẹ ấp trứng.
Ác là Sri Lanka có kích thước tương tự như ác là châu Âu với thân dài 42–47 cm.